# Diane Nguekwian Yimga
Diane Nguekwian Yimga, née le 27 avril 1992 à Grand Mboulaye, est une handballeuse internationale camerounaise puis congolaise évoluant au poste d'arrière gauche.

## Biographie
Diane Nguekwian Yimga évolue d'abord dans son pays au Tonnerre Kalara Club de Yaoundé (TKC), avec lequel elle devient championne du Cameroun en 2012 et dispute ainsi la Ligue des champions d'Afrique 2012 (en) au Maroc. Elle s'engage à cette occasion pour un club du Congo, Abo Sport. Avec ce dernier, elle gagne plusieurs titres et devient à plusieurs reprises championne du Congo.
Diane Nguekwian Yimga rejoint à l'été 2016 la France et l'US Altkirch évoluant au Nationale 1. À l'été 2017, elle rejoint la Stella Sports Saint-Maur, club francilien fraîchement relégué en Nationale 1. Elle participe dès sa première saison à la remontée du club en Division 2.

## Palmarès

### En équipe nationale
championnats du monde
- 23e au championnat du monde 2021 (avec la république du Congo)

championnats d'Afrique
- Médaille de bronze au championnat d'Afrique 2022 (avec la république du Congo)
- 5e au championnat d'Afrique 2014 (avec le Cameroun)

Jeux africains
- Médaille d'argent aux Jeux africains de 2015 (avec le Cameroun)